# HMAS Albatross
HMAS Albatross é uma estação aeronaval da Real Marinha Australiana (RAN) que presta apoio ao ramo aéreo da marinha. Esta base, localizada perto de Nowra, Nova Gales do Sul, foi formalmente estabelecida em Maio de 1942 como uma base aérea da Real Força Aérea Australiana, tendo sido transferida para a marinha em 1944 e usada por esta até 1945. Em 1948 a estação foi re-activada como base da RAN. Desde 2011, quatro esquadrões aéreos da marinha operam a partir desta estação. O actual comandante da base é o Capitão Fiona Sneath.